# La princesita
La princesita (A Little Princess) es una película de drama familiar estadounidense de 1995 dirigida por Alfonso Cuarón y protagonizada por Eleanor Bron, Liam Cunningham (en un doble papel) y Liesel Matthews, con papeles secundarios de Vanessa Lee Chester, Rusty Schwimmer, Arthur Malet y Errol Sitahal. 
Ambientada durante la Primera Guerra Mundial, la historia se centra en una joven que fue relegada a una vida de servidumbre en un internado de la ciudad de Londres por la directora después de recibir noticias de que su padre fue asesinado en combate. Basada libremente en la novela A Little Princess de Frances Hodgson Burnett, esta adaptación fue fuertemente influenciada por la versión cinematográfica de 1939 y se toma libertades creativas con la historia original.
La película fue aclamada por la crítica y recibió varios premios, como dos nominaciones a los Premios Óscar por sus importantes logros en dirección de arte y cinematografía, entre otros aspectos de su producción.

## Argumento
Sara Crewe (Liesel Matthews) es la amable y compasiva hija del Capitán Richard Crewe (Liam Cunningham), un aristócrata adinerado británico  que vive en la India. La madre de Sara murió en el parto junto con la niña que estaba dando a luz, cuando Sara era muy joven, y además tiene que dejar a su querido hogar de la infancia y sus amigos cuando su padre se ofrece voluntariamente para luchar por los británicos como oficial en la Primera Guerra Mundial. El Capitán Crewe inscribe a Sara en un internado para niñas en Nueva York, el mismo al que fue su madre, y le da instrucciones a la directora, la Srta. María Minchin (Eleanor Bron), de no reparar en gastos asegurándose de que su hija se sienta cómoda mientras él está ausente. Su padre le ha reservado la suite más grande de la escuela, y le da a Sara un medallón con una fotografía de su madre y suya y una muñeca francesa llamada Emily, y le dice que si quiere hablar con él, solo hable con Emily y él lo escuchará. A pesar de que las reglas estrictas y la dura actitud de la señorita Minchin son asfixiantes, Sara se vuelve popular entre las chicas, incluida la criada Becky (Vanessa Lee Chester), por su amabilidad y su gran sentido de la imaginación. Ella escribe cartas constantes a su padre, que son una gran fuente de felicidad para él en el campo de batalla.
Debido a la identificación errónea de un cuerpo, el capitán Crewe es declarado muerto, aunque sí está gravemente herido y sufre de amnesia por un ataque con gas venenoso, y el gobierno británico se apodera de su compañía y de sus activos. La señorita Minchin está en medio de organizar una lujosa fiesta de cumpleaños para Sara con la esperanza de obtener más dinero de su padre, cuando el abogado de este llega y le dice que no habrá más dinero, por lo que la señorita Minchin se pone furiosa. Dado que Sara ahora no tiene un centavo y no tiene parientes, la señorita Minchin decide trasladarla al ático con Becky para trabajar como sirvienta. La señorita Minchin también confisca la mayoría de las pertenencias personales de Sara, incluyendo su medallón, como compensación por sus pérdidas financieras.
Mientras tanto, el anciano vecino del instituto, Charles Randolph (Arthur Malet), recibe la noticia de que su hijo John, quien también estaba luchando en Europa, está desaparecido en acción. Se le pide que identifique a un soldado que sufre de amnesia, pero se desanima al descubrir que no es John. Su asistente indio Ram Dass (Errol Sitahal) lo alienta a acoger al hombre de todas formas, recordándole que puede saber qué le pasó a su hijo, ya que estuvieron en el mismo regimiento.
Aunque su vida es sombría, Sara sigue siendo amable con los demás y continúa creyendo que todas las niñas son princesas. Sara y Becky hacen una broma a la señorita Minchin después de que ella regañe a un joven deshollinador (Jonás Cuarón). Sara incluso se muestra simpática hacia Amelia, la hermana de la señorita Minchin (Rusty Schwimmer). Ram Dass, quien vive en el ático de la casa de Randolph, se da cuenta de que el mono que tiene como mascota se fija en Sara y Becky, y escucha que Sara le cuenta historias imaginativas a Becky. Menciona a las niñas a su empleador y dice que le gustaría hacer realidad algunas de sus ideas.
Cuando las niñas luego se acercan sigilosamente para visitar a Sara y son atrapadas por la señorita Minchin, Sara protege a sus amigas diciendo que ella las invitó. Como castigo, la señorita Minchin encierra a Becky en su habitación y le asigna a Sara que realice las tareas de Becky y las suyas para el día siguiente sin nada que comer para las dos. Incluso se burla de Sara por creer que todavía es una princesa. Pero cuando Sara se enfrenta a la señorita Minchin y le dice que todas las chicas (incluida ella misma) son princesas a pesar de sus vidas miserables, amenaza enojada con echarla a la calle si la ve con las chicas de nuevo. Después de que se vaya la señorita Minchin, Sara y Becky imaginan un gran banquete, con una vestimenta cálida y atractiva, y un agradable fuego ardiendo en la chimenea. Al día siguiente, se despiertan para descubrir que el sueño se ha hecho realidad, habiendo sido traído en secreto por Ram Dass.
Más tarde esa noche, Amelia se escapa de la escuela y se va con el lechero. Cuando la señorita Minchin se da cuenta de que falta el medallón de Sara (habiendo sido robada por las otras chicas como regalo a Sara), va a la habitación de Sara y la enfrenta con furia. Después de ver todas las cosas que Ram Dass puso en su habitación, la señorita Minchin acusa a Sara de robar todo y llama a la policía. Con la ayuda de Becky, Sara evita por poco el arresto al trepar peligrosamente a la casa de Randolph. Al no haber podido atrapar a Sara, la señorita Minchin insiste en que la policía arreste a Becky por interferir con ellos. Mientras se esconde de la policía, Sara se encuentra con el soldado y se da cuenta de que él es su padre. El capitán Crewe, aunque simpatiza con la chica, no la reconoce en absoluto. Mientras intenta hacer que lo recuerden, la señorita Minchin y la policía llegan con Ram Dass y el señor Randolph. Aunque la señorita Minchin reconoce claramente a Crewe, falsamente afirma que Sara no tiene padre y le ordena a los policías que se la lleven. Cuando la policía está a punto de llevarse a Sara con Becky, Crewe recupera repentinamente su memoria con la ayuda de Ram Dass y rescata a su hija. La señorita Minchin enojada se aleja en derrota.
Algún tiempo después, el capitán Crewe ha aclarado las cosas con los superiores de la señorita Minchin y el banco. El internado es comprado por el Sr. Randolph, y sus esfuerzos hacen que sea un lugar mucho más feliz para las niñas. La riqueza de la familia Crewe le es restaurada y el capitán adopta a Becky. Crewe le dice al Sr. Randolph que su hijo murió en un ataque con gas, dándole un cierre a la historia de lo que pasó con su hijo. Como retribución por su crueldad hacia Sara y Becky, la Srta. Minchin pierde su título y su alta posición y se la rebaja a deshollinadora, que ahora trabaja para el chico deshollinador a quien ella maltrató previamente (que parece estar disfrutando su venganza contra Minchin). La película cierra con Sara y Becky despidiéndose de sus excompañeros de clase cuando su carruaje sale de la escuela y la familia comienza su regreso a la India.

## Reparto
- Liesel Matthews - Sara Crewe
- Eleanor Bron - Srta. Minchin
- Liam Cunningham - Capitán Richard Crewe
- Vanessa Lee Chester - Becky
- Taylor Fry - Lavinia
- Heather DeLoach - Ermengade
- Rusty Schwimmer - Amelia Minchin
- Kelsey Mulrooney - Lottie

## Diferencias con la novela
- En la novela se describe repetidamente el pelo negro y los ojos verdes de Sara, mientras que en el film la protagonista es una niña de pelo rubio y ojos azules.

- En la novela, el internado de la Señorita Minchin se encuentra en Londres, mientras que en la película, está en Nueva York. Dado el contexto de la película, este era un lugar seguro para Sara, para que se encontrase a salvo de los campos de batalla de Europa.

- En la película,el padre de Sara va a pelear en la Primera Guerra Mundial, mientras que en la novela lo hace en una guerra en África.

- La madre de Sara era francesa y nunca asistió al colegio de la Señorita Minchin.

- Sara tenía muchas más libertades de las mencionadas en la película, en el libro incluso se menciona que se le trataba más como una invitada de honor que como una alumna; tenía doncella, una habitación de lujo, una sala de estar propia, un poni y un carruaje. Esta situación se mantiene debido a que la Señorita Minchin la considera una gran inversión económica.

- Lo que más le gusta a Sara es leer.

- Se hace mención a que si Sara no hubiese sido inteligente y con ganas de aprender, se hubiera convertido en ociosa y no hubiera aprendido nada.

- La madre de Sara muere al dar a luz a la propia niña, no a una hermana.

- El señor Crewe muere a causa de una enfermedad (se hace referencias que llevan a la conclusión de que era malaria), y al mismo tiempo se le informa a Sara que su fortuna se perdió en la explotación de una mina de diamantes que le había recomendado un amigo de su padre y que resultó ser un fracaso.

- Al morir el señor Crewe, Sara queda huérfana y desamparada. La señorita Minchin la despoja de sus privilegios aunque no se le considera igual a Becky, ya que tiene obligación de hacerle recados a la cocinera fuera del colegio y enseñar francés a las pequeñas. En sus ratos libres (que eran muy escasos), se le permite seguir estudiando.

- En el libro, no se menciona el colgante que lleva Sara con los retratos de sus padres: cuando la señorita Minchin retira a Sara sus privilegios, solo le permite quedarse con un vestido viejo y con su muñeca Emily.

- Al lado del colegio vivía un matrimonio y sus hijos pequeños que Sara llamaba "La gran familia". El padre era abogado de un empresario de la India que estaba enfermo y había viajado a Londres en compañía de un sirviente hindú para buscar a la hija abandonada de su socio fallecido.

- El sirviente hindú es el mismo que aparece en la película, sin embargo, en el libro se hace más presente su actividad de espionaje para conocer lo que a Sara le gusta y lo que necesita.

- El sirviente hindú se da cuenta de que Sara no es como los demás sirvientes y niños pobres de Londres cuando le habla en el idioma de la India.

- En el libro no existe el intento de huida de Sara, quien tampoco nunca es acusada de robo. La niña simplemente llama a la puerta de al lado para devolver al mono que se había escapado y pasado la noche en su habitación.

## Premios y nominaciones

### Óscar
| Año  | Categoría                            | Candidato(s)            | Resultado |
| ---- | ------------------------------------ | ----------------------- | --------- |
| 1995 | Óscar a la mejor dirección artística | Bo Welch Cheryl Carasik | Nominados |
| 1995 | Óscar a la mejor fotografía          | Emmanuel Lubezki        | Nominado  |